# Бареж
Баре́ж (фр. Barèges, окс. Varètja) — курорт, коммуна во Франции, находится в регионе Юг — Пиренеи, департамент — Верхние Пиренеи.
Бареж входит в состав кантона Люс-Сен-Совёр. Округ коммуны — Аржелес-Газост. Код INSEE коммуны — 65481. Как курорт известен ещё римлянам.

## География
Коммуна расположена приблизительно в 690 км к югу от Парижа, в 140 км юго-западнее Тулузы, в 37 км к югу от Тарба. Из Барежской долины на юг ведёт горная дорога шириною в 90 метров, находящаяся на высоте 2804 метров называемая Роландова брешь.
По территории коммуны протекает река Бастан.

## Климат
Климат умеренно-океанический с солнечной тёплой погодой и обильными осадками на протяжении практически всего года. В другом источнике указано что на курорте климат — горный, довольно суровый. 

## Население
Население коммуны на 2010 год составляло 201 человек.
| 1962 | 1968 | 1975 | 1982 | 1990 | 1999 | 2010 |
| ---- | ---- | ---- | ---- | ---- | ---- | ---- |
| 286  | 332  | 279  | 282  | 257  | 259  | 201  |

## Администрация
| Период | Период | Фамилия         | Партия                                        | Примечания                                     |
| ------ | ------ | --------------- | --------------------------------------------- | ---------------------------------------------- |
| 1946   | 1977   | Юрбен Казо      | Радикальная партия → Радикальная левая партия | член генерального совета                       |
| 1977   |        | Андре Сабатье   |                                               |                                                |
| 1995   | 2000   | Эмманюэль Корре | беспартийный                                  |                                                |
| 2000   | 2001   | Филипп Тре      | беспартийный                                  |                                                |
| 2001   | 2008   | Жан-Клод Крамп  | беспартийный → Демократическое движение       |                                                |
| 2008   | 2014   | Эмманюэль Корре | беспартийный                                  |                                                |
| 2014   | 2020   | Паскаль Аррибе  | беспартийный                                  | 1-й вице-председатель сообщества коммун Пе-Туа |

## Экономика
В 2010 году среди 127 человек трудоспособного возраста (15-64 лет) 94 были экономически активными, 33 — неактивными (показатель активности — 74,0 %, в 1999 году было 82,0 %). Из 94 активных жителей работали 92 человека (44 мужчины и 48 женщин), безработных было 2 (1 мужчина и 1 женщина). Среди 33 неактивных 5 человек были учениками или студентами, 20 — пенсионерами, 8 были неактивными по другим причинам.

## Фотогалерея
- Бареж
- Река Бастан
- Традиционный дом
- Сруб
- Военный мемориал
- Термы